# Ceroxylon echinulatum
Ceroxylon echinulatum är en enhjärtbladig växtart som beskrevs av Gloria A. Galeano. Ceroxylon echinulatum ingår i släktet Ceroxylon och familjen Arecaceae. IUCN kategoriserar arten globalt som sårbar.
Artens utbredningsområde är Ecuador. Inga underarter finns listade i Catalogue of Life.